# Pseudochthonius troglobius
Pseudochthonius troglobius är en spindeldjursart som beskrevs av William B. Muchmore 1986. Pseudochthonius troglobius ingår i släktet Pseudochthonius och familjen käkklokrypare. Inga underarter finns listade i Catalogue of Life.